# Impero coloniale tedesco
L'Impero coloniale tedesco (Deutsche Kolonien und Schutzgebiete in tedesco) si costituì nel XIX secolo come parte dell'Impero tedesco ed era costituito da colonie e protettorati d'oltremare.
Fin dal XVI secolo vi erano stati tentativi coloniali da parte dei vari Stati tedeschi, ma un vero e proprio impero coloniale si formò solo nel 1884 con la spartizione dell'Africa. L'Impero tedesco, rivendicando molti dei territori rimasti dalla spartizione, tentò di costituire il terzo impero coloniale per estensione dopo quelli britannico e francese.
L'Impero tedesco perse il controllo delle sue colonie con lo scoppio della prima guerra mondiale nel 1914, quando gli alleati le invasero nelle prime settimane di guerra, anche se alcune truppe dislocate in zone remote riuscirono a resistere più a lungo: l'Africa Tedesca del Sud-Ovest si arrese nel 1915, il Camerun tedesco nel 1916 e l'Africa Orientale Tedesca nel 1918.
L'Impero coloniale terminò nel 1919 con il trattato di Versailles e ogni colonia divenne un mandato della Società delle Nazioni, ciascuno posto sotto la supervisione di una delle nazioni vincitrici. Progetti per tornare in possesso delle colonie perdute o crearne di nuove persistettero lungo tutta la seconda guerra mondiale con il sospetto, da parte di molti, che questo fosse uno degli obiettivi del Terzo Reich.
La breve durata dell'esperienza coloniale e il basso numero di immigrati provenienti dalle ex colonie ha fatto sì che questo periodo non abbia avuto un ruolo importante nella Germania odierna, a differenza di altri Paesi europei come Regno Unito e Francia.

## Storia

### Dal XVI al XVII secolo
Un primo tentativo di colonizzazione del Venezuela fu compiuto nel XVI secolo dalla famiglia austriaca di Anton e Bartholomeus Welser: tra il 1528 e il 1556, essi acquisirono a nome del Sacro Romano Impero il territorio sudamericano detto Piccola Venezia.
Altri punti furono l'isola di Arguin lungo le coste atlantiche della Mauritania: acquisite dal Brandeburgo il 5 ottobre 1685, la Prussia le avrebbe perse il 7 marzo 1721 in favore della Francia.
Durante il XVII secolo alcuni Stati tedeschi operarono tentativi di colonizzazione di breve durata. La Compagnia brandeburghese-africana del Brandeburgo, che divenne poi parte del Regno di Prussia, stabilì colonie appunto ad Arguin, in Mauritania, e lungo la Costa d'Oro brandeburghese (successivamente integrata nella Costa d'Oro olandese) nell'attuale Ghana e sull'isola di St. Thomas, in America. La Germania baltica - con il Ducato di Curlandia - colonizzò Tobago e l'isola di Sant'Andrea. Comunque, nessuno degli stati tedeschi divenne una potenza coloniale dell'Oceano Atlantico.
Allo stesso modo, i territori della Monarchia asburgica formarono la "Compagnia di Ostenda" - con base nei Paesi Bassi austriaci - che colonizzò in India la costa del Coromandel e le isole Nicobare tra il 1719 ed il 1732, quando andarono perdute a vantaggio della Francia.

### Impero tedesco

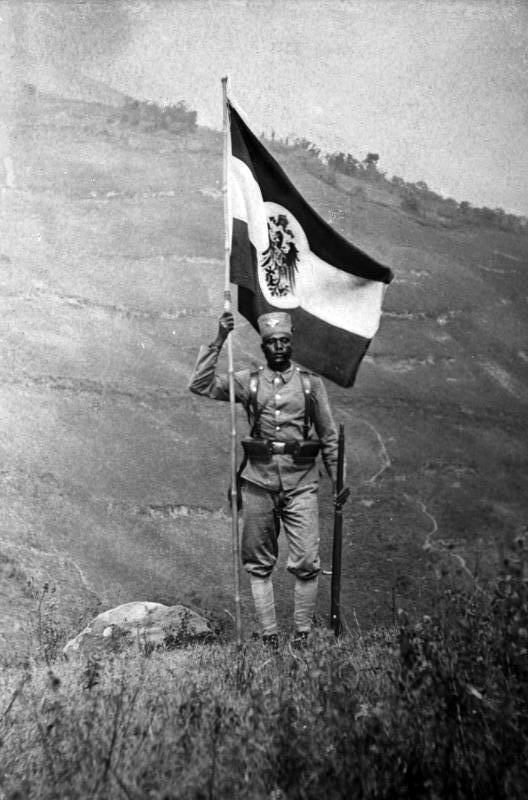
Un Askaro (truppa coloniale tedesca) sventola il vessillo della Germania imperiale nell'Africa Orientale Tedesca.

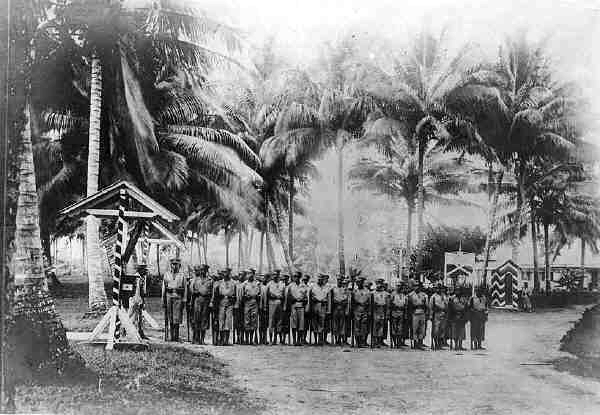
Schutztruppe nella colonia della Nuova Guinea tedesca

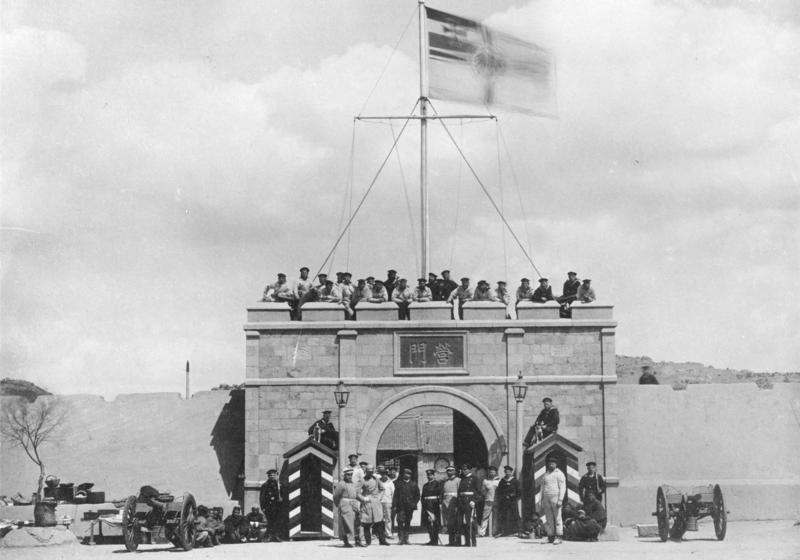
L'entrata principale al forte tedesco della città cinese di Tsingtao (allora possedimento coloniale della Germania); il vessillo sventolante è quello della Kaiserliche Marine.

Dopo l'unificazione del Paese e la formazione dell'Impero nel 1871, la Germania iniziò i suoi tentativi di creare un impero coloniale (il cosiddetto "posto al sole") con una certa titubanza: il cancelliere Bismarck, infatti, non aveva intenzione di entrare in competizione con l'Impero britannico e la Francia, le due principali potenze coloniali dell'epoca. Inoltre, negli anni precedenti al 1870, la politica estera dello stato prussiano si era rivolta perlopiù a risolvere essenzialmente la "questione tedesca" in Europa, di modo da assicurare gli interessi della Germania sul continente. Una tradizione marinara della Germania si era però già avuta con la Lega anseatica; inoltre, a causa anche della migrazione dei tedeschi verso l'Impero russo e verso l'Africa, i territori coloniali erano già un valido avamposto anche per le azioni di apostolato dei missionari della Germania del nord.
La politica coloniale di Bismarck portò anche a delle crisi diplomatiche con altre potenze europee, come nella cosiddetta questione delle Caroline, disputa diplomatica avvenuta tra l'agosto e dicembre 1885 con il Regno di Spagna per la sovranità delle isole Caroline e Palau nel Pacifico occidentale.
Questa crisi venne risolta con da un laudo pontificio, ratificato da un protocollo ispano-tedesco firmato il 17 dicembre del 1885 che vide il riaffermarsi della sovranità spagnola delle isole, pur concedendo ai tedeschi libertà di commercio, navigazione e pesca oltre al diritto di avere una stazione navale di carbone sull'isola di Yap, con condizioni giuridiche pari a quelle degli spagnoli.
L'atteggiamento prudente verso una politica coloniale da parte della Germania cambiò però con l'uscita di scena di Bismarck e con l'avvento al potere del nuovo imperatore Guglielmo II. Così un vero impero coloniale venne creato in un trentennio soprattutto con la cosiddetta "Corsa all'Africa", durante la quale la Germania entrò decisamente in competizione con gli altri stati europei per la conquista dei territori inesplorati.
La Germania era arrivata però in ritardo alla corsa coloniale (dato anche il suo tardo raggiungimento dell'unità nazionale), e come tale dovette accontentarsi di colonie sparse, non saldate tra loro in un vasto unicum, mentre nel frattempo molte delle nazioni europee come Francia e la Gran Bretagna avevano già ampiamente colonizzato il mondo conosciuto (queste due nazioni a loro volta, in precedenza erano già state costrette addirittura ad accettare un'opera di decolonizzazione a causa della Rivoluzione americana, della Rivoluzione francese e di Napoleone Bonaparte).

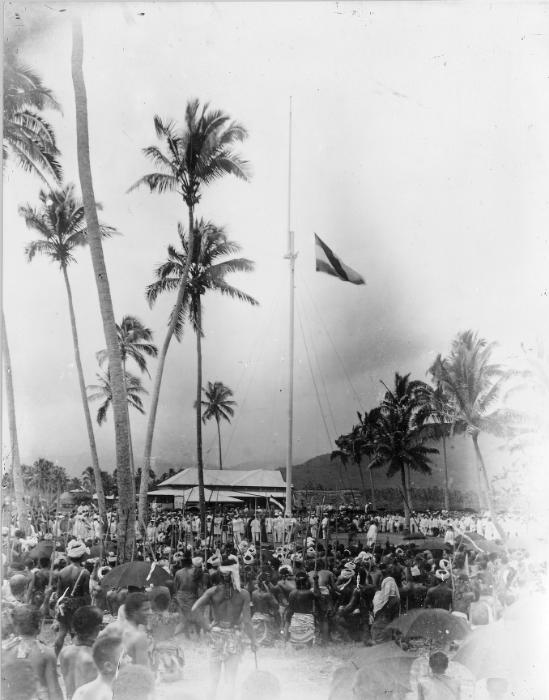
La bandiera della Germania imperiale viene issata a Mulinu, nelle Samoa tedesche (1900)

Un importante flusso di immigrati tedeschi si ebbe dalla seconda metà del XIX secolo anche in Brasile e Paraguay, fondando numerosi centri coloniali:
- Ouro Preto: S.ta Izabel, Leopoldo, Rio Novo
- Rio: Nova Friburgo, Theresapolis
- S. Catharina: Cananea, Desterro, Annaburg, (Donna Francisca), Badenfurt, Blumenau, S. João Baptista, S. Miguel, S. Isabel, S. Theresa, Theresapolis
- Rio Grande do Sul: S. Pedro, Munda, Hamburgberg, Soledade, Mt. Alvern, S. Cruz, S. Angelo, Kräff, S. Maria, Germania, S. Leopoldo
- Paraguay: S,. Bernardino, Nueva Germania, Villa Hayes, S. Antonio.

In particolare la politica tedesca in Africa, volta ad unire in un'unica costruzione coloniale i possedimenti del Camerun, dell'Africa Tedesca del Sud-Ovest (l'attuale Namibia) ed il Tanganica, con l'occupazione della regione centrale del bacino del Congo, venne frustrata dalle contrapposte politiche della Francia (che mirava ad unire le sue colonie da ovest ad est, cioè da Dakar a Gibuti) e quella della Gran Bretagna (che voleva unire le proprie colonie da sud a nord, cioè dal Capo al Cairo), tanto che alla fine venne creato lo Stato Libero del Congo, ed affidato come possedimento personale al re del Belgio Leopoldo II.

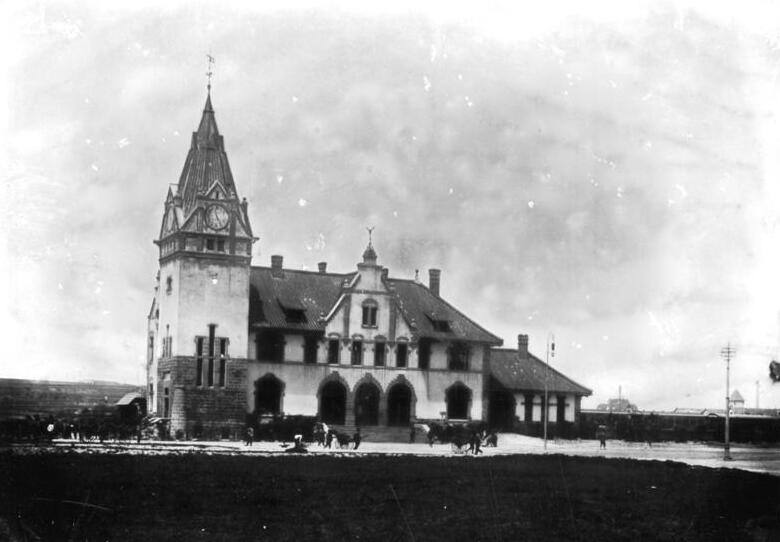
La vecchia stazione ferroviaria di Tsingtao, chiaro esempio di stile coloniale tedesco.

L'unica considerevole resistenza che la Germania trovò da parte delle popolazioni locali avvenne quando il popolo indigeno degli Herero dell'Africa Tedesca del Sud-Ovest (l'attuale Namibia) insorse nella rivolta del 1904, ma vennero rapidamente sconfitti dalle truppe tedesche. Nel 1911 l'impero coloniale germanico era esteso 2.937.000 km² (esclusa la madrepatria).

### Dissoluzione
La sconfitta tedesca nella prima guerra mondiale segnò però la fine della politica coloniale della Germania. Infatti una delle conseguenze più incisive del trattato di Versailles del 1919 fu proprio la dissoluzione dell'impero coloniale tedesco, che venne ridistribuito a titolo di mandato della Lega delle Nazioni tra le potenze coloniali vincitrici della guerra.
All'Impero britannico con amministrazione del Sudafrica venne affidata l'Africa Tedesca del Sud-Ovest, direttamente al Regno Unito l'Africa Orientale Tedesca escluso il Ruanda-Urundi che andò al Belgio; la Nuova Guinea all'Australia; le Samoa tedesche e Nauru alla Nuova Zelanda. Palau, Kiau-Tschou/Tsingtau, le isole Caroline, Marianne e Marshall al Giappone. Il Camerun e il Togoland vennero infine spartiti tra la Francia e l'Impero britannico: dell'ex Camerun Tedesco i 4/5 andarono alla Francia così come i 3/5 del Togoland, mentre all'Impero britannico andarono i 2/5 del Togoland e 1/5 del Camerun.

## Colonie
Impero Germanico
     Colonie dell'Impero Germanico
     Colonie del Brandeburgo-Prussia
     "Piccola Venezia" (Klein Venedig)

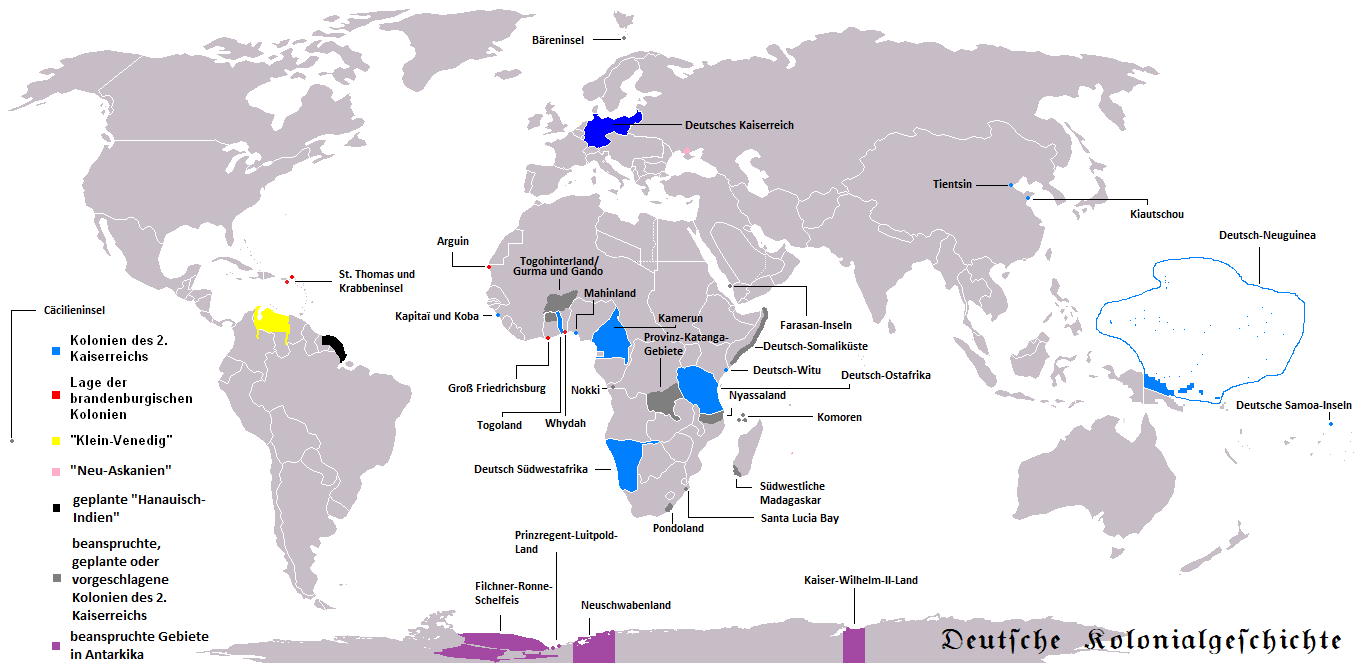
Colonie tedesche nel corso della storia:
Impero Germanico
Colonie dell'Impero Germanico
Colonie del Brandeburgo-Prussia
"Piccola Venezia" (Klein Venedig)

Elenco dei possedimenti coloniali (Kolonialbesitzungen)
- Africa
  - Camerun tedesco (Kolonie vom Kamerun): Kribi (1884), Batanga (1885), Becco d'anatra (Ente Schnabel; 1911); km² 790.000 dal 1911;
  - Togoland (Togoland): Lomè e Bagida (1884); km² 90.276 dal 1899;
  - Africa Tedesca del Sud-Ovest (Südwest Afrika): Lüderitzbucht (1883), Namaland, Damaraland (1888-90), "dito di Caprivi" (Süderand des Caprivizipfels);
  - Africa Orientale Tedesca (Deutsch Ostafrika, Tanganikaland): Tanganica (1885): km² 994.141 nel 1905;
  - Witu (Wituland): costa di Lamu dal 1885 al 1890, ceduta con Zanzibar alla Gran Bretagna in cambio di Helgoland; km² 25.000;
- Oceania (Melanesia, Micronesia e Polinesia)
  - Nuova Guinea tedesca (Kaiser Wilhelm Land): 1878, colonia dal 1884; km² 181.650 nel 1895
  - Arcipelago di Bismarck (Bismarck Archipel): 1885; km² 59.542
  - Isole Salomone (Salomon Inseln): 1886; km² 22.250
  - Isole Marianne (Marianen Inseln): 1899; km² 950
  - Isole Caroline (Karolinen Inseln): 1885, 1899; km² 1.196
  - Nauru e Isole Marshall (Marschall Inseln und Nauru): 1888, 1899; km² 420
  - Isola Bougainville (Bougainville Inseln): 1888; km² 9.318
  - Isole Samoa occidentali (Deutsch West Samoa Inseln): 1899; km² 2.927;
- Asia
  - Levante tedesco e Kiaochow (Deutsch Levant und Kiautschou Gebiet): Tsingtao (1897), Kiaochow (1898);
- Antartide (terre esplorate e rivendicate, ma mai occupate)
  - Terra Guglielmo II e Luitpoldo (Wilhelm II Land und Luitpoldland): 1882, 1885, 1904, 1912.

| Territorio                   | Periodo   | Area (circa)  | Paesi attuali                                                                                               |
| ---------------------------- | --------- | ------------- | --- |
| Africa Occidentale Tedesca   | 1896–1918 | 582 200 km²   | Camerun Nigeria Ciad Guinea Rep. Centrafricana Ghana Togo                                                   |
| Africa Tedesca del Sud-Ovest | 1884–1918 | 835.100 km²   | Namibia |
| Nuova Guinea Tedesca         | 1884–1918 | 247.281 km²   | Papua Nuova Guinea Isole Salomone Palau Micronesia Nauru Isole Marianne Settentrionali Isole Marshall Samoa |
| Africa Orientale Tedesca     | 1891–1918 | 995.000 km²   | Burundi Kenya Mozambico Ruanda Tanzania Uganda                                                              |
| Totale                       |           | 2.659.581 km² | |

Nel 1911 la Germania acquistò il Neukamerun dalla Francia, annettendo 295.000 km² di territorio e cedendo in cambio il cosiddetto Entenschnabel ("becco d'anatra"), fino ad allora parte del Kamerun tedesco e vasto però solo 12.000 km². Con questo scambio di territori la colonia tedesca del Kamerun passò da 495.000 km² a 778.000 km² e, di conseguenza, l'impero coloniale germanico raggiunse l'estensione di 2.937.000 km².